# CTIF

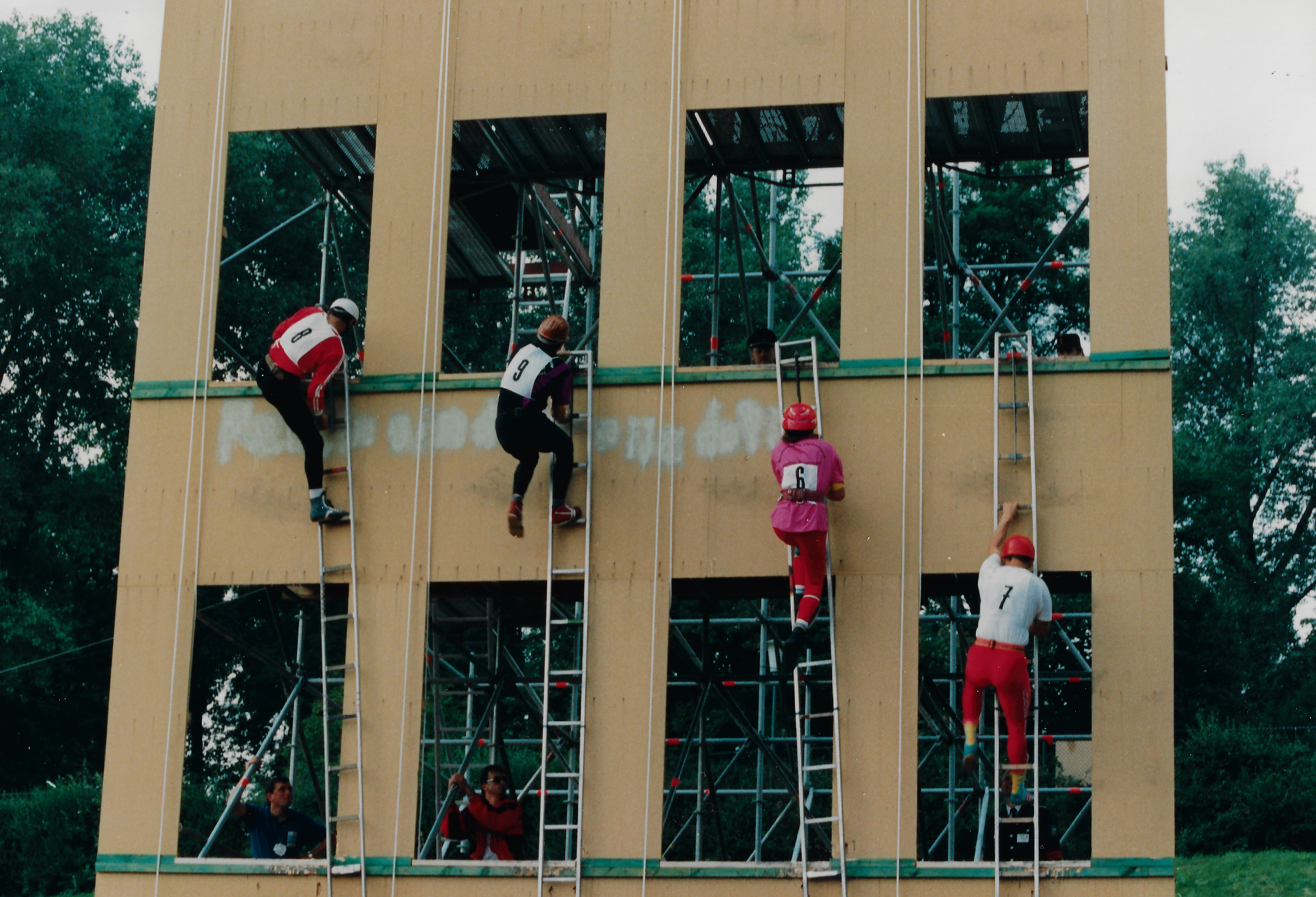
Competiții sportive internaționale de pompieri 1993 la Berlin, disciplină urcare pe scară cu cârlig - pompieri voluntari,

CTIF (Asociația internațională a serviciilor de incendiu și salvare fost Comitetul Tehnic Internațional de Prevenire și Stingere a Incendiilor) este o organizație internațională care promovează cooperarea la nivel mondial între membrii serviciilor de pompieri și alți experți în serviciile de pompieri și salvare. Asociația, cu sediul în Ljubljana, are 36 de țări membre. România a participat la o serie de conferințe internaționale CTIF, activități specifice și la concursuri internaționale ale pompierilor cu lotul I.G.S.U. (pompierii profesioniști, servicii voluntare pompieri și prietenii pompierilor).

## Scopul
Scopul asociației în aceea  perioadă a fost de organizarea de congrese și simpozioane la intervale regulate pentru a promova protecția împotriva incendiilor peste granițele naționale, să rezolve problemele de structurare și funcționale între ale serviciile de pompieri, difuzarea metodelor de salvare și asigurarea protecției acestora și introducerea celor mai noi mijloace de stingere a incendiilor. 

## Obiective și sarcini

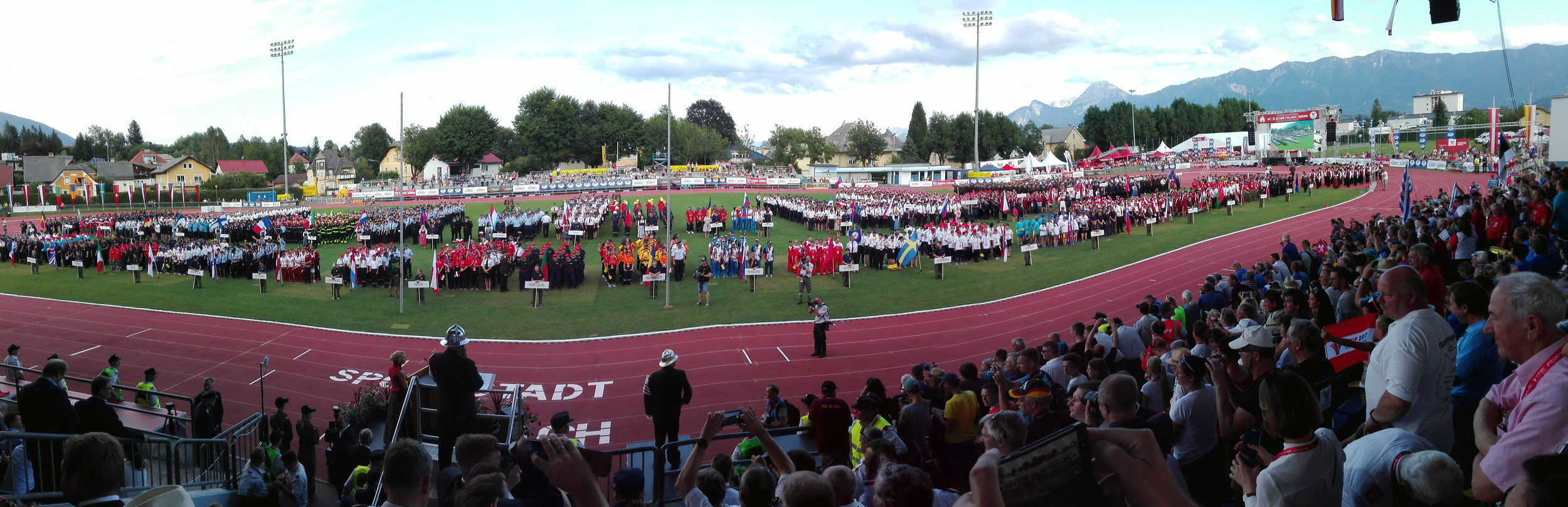
Competiții internaționale de pompieri Villach, Austria, 2017, servicii participante

Organizația promovează colaborarea dintre serviciile de pompieri și salvare din întreaga lume, atât în domeniile tehnice, cât și în cadrul camaraderiei.
CTIF reprezintă interesul internațional al a aproximativ 300.000 de profesioniști și aproximativ șase milioane de pompieri voluntari. CTIF contribuie la dezvoltarea pompierilor de tineret ("Prietenii Pompierilor" în România). În prezent, în brigada de pompieri pentru tineri băieți și fete din Europa care sunt implicați în aceste activități li se ofere o imagine de ansamblu asupra abilităților de salvare și stingerea incendiilor, determinându-i pe mulți dintre aceștia să se alăture în cele din urmă serviciului de pompieri sunt peste 900.000 de tineri.
Există simpozioane anuale pe o gamă largă de subiecte legate de prevenirea incendiilor și de stingere a incendiilor, precum și o reuniune a delegaților. Organul de conducere, consiliul executiv, se întrunește de două ori pe an.
CTIF organizează Competiții internaționale de stingere a incendiilor (campionate mondiale pompieri) din patru în patru ani din 1961, așa-numitele „Olimpiade ale pompierilor” și la fiecare doi ani competiții internaționale de pompieri pentru tineri(Prietenii pompierilor).La acestea participă  mai mult de 3.000 de pompieri și pompieri de tineret (Prietenii pompierilor)  din întreaga lume.

## Istorie
Organizația CTIF a fost fondată la 16 august 1900 la Paris sub denumirea „Comitet Tehnic International de prevenire”, în scopul de a încuraja și promova cooperarea între pompieri și alți experți în Foc & Salvare din întreaga lume. Membrii fondatori au fost, Asociația Germană de Pompieri și Asociația Austriacă de Pompieri sub fondatorul și președintele acesteia, Reginald Czermack. Contele Paul Kamarowsky (reprezentant oficial al Asociației Pompierilor din Rusia) a fost ales ca prim președinte. Primii vicepreședinți au fost comandantul Cazier din Franța și directorul de pompieri Adolph Libert Westphalen (Președinte al Asociației Profesioniste de Pompieri din Germania) din cadrul Brigăzii de Pompieri din Hamburg.Tot ca membră fondatoare la constituirea asociației a participat și România ca țară.
La începutul secolului al XIX-lea, Principatele Romane - Moldova si Tara Româneasca - au trecut la înlocuirea serviciilor de pompieri bazate pe voluntariat si solidaritatea comunității in fata primejdiilor, cu forme moderne, corespunzătoare dezvoltării statului. In acest context, in cele doua capitale au fost înființate unități de pompieri militari (la Iași in 1835 si la București in 1844/1845) încadrate in armata permanenta, soldații efectuând instrucția de infanterie in paralel cu cea de specialitate.
Efectele acestei duble organizări vor fi evidențiate de evenimentele anului 1848: la 13 Septembrie, in Dealul Spirii, Compania de Pompieri din București  lupta eroică, apărând orașul si revoluția împotriva unui corp din oștirea otomana venit sa înlăture Guvernul Provizoriu. In memoria celor doi ofițeri  si a celor peste 70 de soldați pompieri căzuți pentru patrie, ziua de 13 Septembrie a devenit Ziua Pompierilor din România.
In orașele reședință de județ au fost înființate servicii de pompieri profesioniști, subordonate primarilor. La angajarea in aceste servicii, se acorda prioritate celor care făcuseră armata in unitățile de pompieri militari. In Principatul Transilvania, încadrat in Imperiul Habsburgic, funcționau servicii de pompieri voluntari organizate conform reglementarilor Curții de la Viena.
In anul 1874, din rațiuni care urmăreau întărirea capacitații militare de apărare a tarii, serviciile de pompieri civili au fost înlocuite cu unități de pompieri militari, punându-se astfel bazele CORPULUI POMPIERILOR MILITARI, care cuprindea 15 unități, inclusiv cele tradiționale. Toate aceste unități au fost organizate ca baterii de artilerie si încadrate in structurile artileriei armatei romane.
Rațiunea acestei organizări a fost evidențiata in timpul războiului pentru cucerirea independentei de stat a României din anii 1877-1878, la care pompierii-artileriști au participat cu 6 baterii de artilerie. Experiența a demonstrat însă ca aceasta forma de organizare nu era corespunzătoare si pe timp de pace, instrucția de artilerie dominând asupra celei de specialitate. Criticile la adresa sistemului au determinat Ministerul de Război sa caute o noua forma de organizare, Congresul de la Paris putând oferi un răspuns acestor preocupări.
În 1906 a avut loc la Milano o expoziție comercială cu un congres internațional al pompierilor. Mai multe trupe de pompieri din Marea Britanie, Franța, Elveția și Ungaria și-au demonstrat abilitățile în utilizarea echipamentelor de stingere și salvare în cadrul unei competiții cu această ocazie.
Începutul primului război mondial a întrerupt colaborarea fructuoasă. Nu a fost reînființat decât pe 24 iunie 1929, cu participarea a 15 națiuni. Organizația a fost redenumită CTIF. Președinte a fost ales colonelul Paul-Emile Pouderoux, comandantul Regimentului de pompieri al orașului Paris.
După cel de-al Doilea Război Mondial, organizația a fost reînființată la 17 iulie 1946 la Paris, ca parte a unui congres fondator. Locotenent-colonelul Jean Maruelle din Franța a fost ales președinte.
Remarcând cu luciditate realitatea organizării pompierilor romani comparativ cu cea a Regimentului de pompieri din Paris, raportul propunea înlocuirea instrucției de artilerie cu cea de infanterie, care asigura mai mult timp pregătirii de specialitate, numirea unui inspector al pompierilor militari dintre ofițerii cu experiență in domeniu, pregătirea corpului de cadre si schimbul de informații cu pompierii din alte tari.
Cu aceste convingeri, la 13 august 1900 delegația romana a semnat protocolul de înființare a MARELUI CONSILIU INTERNATIONAL AL POMPIERILOR, organism care își va schimba denumirea in anul 1929 in C.T.I.F.
Inițiativa reconstituirii Consiliului International al Pompierilor, in condițiile Europei postbelice, a fost discutata la 5 iulie 1928, in cadrul Congresului Pompierilor din Cehoslovacia. La propunerea președintelui Federației Naționale a Pompierilor Francezi, invitat la congres, s-a hotărât reluarea discuțiilor anul următor, la Paris, când urma sa se desfășoare congresul pompierilor francezi si prima EXPOZITIE INTERNATIONALA A FOCULUI. Încă din martie, Ministerul de Război din România aproba participarea unei delegații naționale, compusa din colonel Gheorghe Pohrib - comandantul Corpului Pompierilor Militari si profesor dr. Valeriu Zaharescu, expert chimist al Comandamentului Pompierilor.
Începând din anul 1934, Corpul Pompierilor Militari a fost organizat in grupuri de unități, pe principiul administrativ teritorial, incluzând Basarabia si Bucovina, provincii istorice românești reunite cu țara in anul 1918.
Pentru activitatea desfășurata in organizarea si funcționarea pe baze moderne a Corpului Pompierilor Militari din Romania, ca si pentru legăturile stabilite cu pompierii din numeroase tari, generalul in rezerva Paul Pouderoux a acordat colonelului Gheorghe Pohrib, la 31 decembrie 1935, Diploma de membru al Biroului Permanent al CTIF.
Intre 11-15 septembrie 1957, la Varșovia a avut loc Adunarea Generala a CTIF, la care au fost invitați in calitate de observatori pompierii din U.R.S.S., Romania, Bulgaria, SUA, Coreea de Nord si Siria. La 14 septembrie, Congresul a adoptat o rezoluție prin care pompierii din țarile menționate deveneau membri ai CTIF.
În 1961, pentru prima dată, la Bad Godesberg au avut loc competiții internaționale de pompieri, la care au participat 51 de grupuri de competiție din 11 națiuni. În 1973, la Brno (Republica Cehă), competițiile sportive de pompieri  au fost adăugate pentru prima dată la această olimpiadă a pompierilor, la care inițial numai pompierii profesioniști aveau voie să participe. Pentru prima dată în 1985, în Vöcklabruck(Austria), au fost permise și brigăzilor de pompieri voluntari. Concursurile  internaționale ale pompierilor de tineret au avut loc loc din 1977; prima întâlnire a fost la Ettelbrück (Luxemburg).
În anul 1978 prezidiul Consiliului Permanent si Adunarea Generala CTIF si-au desfășurat lucrările in România, la Constanta, intre 9-12 septembrie 1978, organizatorul lucrărilor fiind Comandamentul Pompierilor din Ministerul de Interne. După încheierea lucrărilor, delegații la congres au participat la manifestările organizate in București cu ocazia celei de a 130-a aniversari a luptei pompierilor romani in Dealul Spirii, la 13 Septembrie 1848 si a zilei pompierilor din România.
Comitetul National Roman CTIF – prim delegat fiind generalul de brigada Gheorghe Briceag  comandantul Pompierilor din România a participat la lucrările Adunării Generale, Consiliului Permanent si la Simpozionul Tehnic ce au avut loc in luna iulie 1981 la BĂśhlingen – Germania, unde s-a aprobat noul Statut al CTIF.
După 1990 au fost perfectate înțelegeri si protocoale de colaborare si programe de asistenta tehnica cu servicii de pompieri din alte tari. In anii următori, reprezentanții pompierilor romani au participat cu regularitate la acțiunile organizate de CTIF, îndeosebi prin susținerea de referate, coreferate si comentarii de specialitate in cadrul simpozioanelor tehnice si prin participarea la dezbaterea problemelor discutate in subcomisiile pentru materiale periculoase, păduri, aeroporturi si de sănătate.
Corpul Pompierilor Militari din Romania a găzduit la București, in perioada 29.04 - 2.05.1999, sedința Comitetului Executiv al CTIF, care a reprezentat reconfirmarea deschiderii spre cooperare internațională a pompierilor romani. Manifestarea a contribuit la creșterea contribuției pompierilor romani la activitatea internațională si la strângerea legăturilor acestora cu C.T.I.F. Deschiderea a avut loc în prezența ministrului de interne Constantin Dudu Ionescu, comandantului Corpului Pompierilor Militari, general de corp de armata dr. ing. Ionel Crăciun la care au fost șapte membrii permanenți din Austria, Franța, Germania, Elveția, Finlanda, Ungaria și Rusia.
Specialiștii români au participat sub coordonarea comandantului Corpului Pompierilor Militari, general de corp de armata dr. ing. Ionel Craciun la manifestări dedicate apărarea împotriva incendiilor, organizate pretutindeni in lume, intre care si Conferința Internaționala a Pompierilor de la Tokyo, FIRE SAFETY FRONTIER ’94, la care s-au întrunit reprezentanții Asociației Internaționale a Șefilor de Pompieri, Asociației Internaționale a Inginerilor Pompieri, Federației Mondiale a Asociațiilor Pompierilor Voluntari si CTIF.
In perioada 16-20 iunie 2000, delegația Comitetului National Roman al C.T.I.F. a participat la manifestările organizate la Augsburg-Germania. Membrii delegației au participat la sedința Consiliului Permanent si la lucrările celui de-al XXII-lea Simpozion International al C.T.I.F., precum si la manifestările omagiale prilejuite de împlinirea a 100 ani de la înființarea acestui organism internațional. Delegația romana a fost reprezentată de general de corp de armata dr. ing. Ionel Crăciun căruia i-a fost înmânată medalia jubiliară și istorie CTIF 1900-2000 și diploma privind calitatea României de membru fondator al acestei asociații. Cu această ocazie a fost prezentat membrilor C.T.I.F. propunerea ca acțiunile C.T.I.F. pregătite in anul 2004 in Romania sa se desfășoare in perioada 8-13 septembrie. Al XXII-lea Simpozion internațional al CTIF a avut ca teme Rolul serviciilor de Pompieri, salvare și protecție civilă în managementul situației de criză și Prevenirea incendiilor la locuințe și alte tipuri de clădiri rezidențiale.
În același an  Comisia Istoria Pompierilor și a CTIF, Muzee și Documentare din cadrul asociației a redactat cartea jubiliară 100 de ani de CTIF care s-a dorit o continuare a completării volumului Pompierii-Apărătorii Europei apărută în 1989 de  arh. Albert Burgers - membru onorific al CTIF, volumul a apărut în limba germană. În această carte se face referire și la România ca membru fondator în primul capitolul iar ulterior la o serie de activități pe care le-a desfășurat ca țară organizatoare a Adunării Generale a CTIF la Constanța în perioada 10-13 octombrie 1978 și București 1999.Capitolul VI se referă la concursuri internaționale ale pompierilor pentru adulți și copii iar capitolul VII la activități desfășurate în cadrul comisiilor de lucru, etc.,.
În anul 2002 urmare a propunerii formulate de România cu ocazia ședinței Comitetului Executiv din septembrie 1999, intre 29 si 31 iulie 2002, domnii Alfred ZEILMAYR – secretar general, si Ake JACOBSSON – vicepreședinte al C.T.I.F. au efectuat o vizita in România, județul Brașov, ocazie cu care au fost evaluate condițiile oferite si au fost stabilite detaliile referitoare la desfășurarea in septembrie 2004 a lucrărilor Comitetului Executiv, Conferinței Delegațiilor si Simpozionului International C.T.I.F. in România.
In perioada 09-21 septembrie 2003, comandantul Corpului Pompierilor Militari din România, dl. general de brigada Vladimir Secară, președintele Comitetului National Roman al C.T.I.F. a participat la manifestările CTIF ce au avut loc la Budapesta ocazie cu care s-a stabilit faptul că în anul 2004 România v-a găzdui la Poiana Brașov, intre 8 si 11 septembrie, lucrările Comitetului Tehnic International pentru Prevenirea si Stingerea Incendiilor (C.T.I.F.).
Lucrările Comitetului Tehnic International pentru Prevenirea si Stingerea Incendiilor (C.T.I.F.) din 2004 a fost onorată de prezența d-lui chestor general Nicolae Berechet, secretar de stat al M.A.I. și a cuprins printre manifestările sale:
- lucrările Comitetului Executiv;
- al XXIV-lea Simpozion International al CT.I.F., cu tema Protecția pompierilor in secolul 21.La congres participa cca. 150 de delegați reprezentând servicii de pompieri si intervenție in situații de urgenta din peste 30 de tari din Europa si America de Nord, confirmând prestigiul internațional de care se bucura Corpul Pompierilor Militari din România in rândul instituțiilor similare din Europa occidentala si din întreaga lume[10].

Președinți CTIF
- 1900 – 1903 Paul Kamarovsky (Rusia)
- 1906 – 1908 Sextus Meyer (Danemarca)
- 1908 – 1913 Johannes Meier (Olanda)
- 1929 – 1939 Paul Emile Pouderoux (Franța)
- 1946 – 1960 Jean Maruelle (Franța)
- 1960 – 1981 Josef Holaubek (Austria)
- 1981 – 1989 Robert Dollinger (Franța)
- 1989 – 1997 Gunnar Haurum (Danemarca)
- 1997 – 2004 Francois Maurer (Franța)
- 2004 – 2011 Walter Egger (Elveția)
- 2012 – 2020 Tore Eriksson (Suedia)
- din 2020 Milan Dubravac (Slovenia).

Consiliul executiv (organul de conducere al asociației) este alcătuit dintr-un secretar general , un trezorier și șase vicepreședinți.
Asociația CTIF publică anual singura statistică mondială privind stingerea incendiilor: statistica mondială a stingerii incendiilor.
La ora actuală președintele CTIF România este col.(r) Marcel Lucaciu fost inspector șef al I.G.S.U. perioada 2011-2012.

## Comisii
Comisii internaționale
- Servicii de pompieri și salvare pe aeroporturi;
- Serviciu medical la pompieri;
- Incendii forestiere;
- Bunuri periculoase;
- Pompieri și istoria CTIF, muzee și documentație;
- Lider de tineret;
- Comisia Europeană;
- Competiții internaționale de stingere a incendiilor - pompieri (CTIF);
- Prevenire incendii.

Există, de asemenea, trei grupuri de lucru:
- Educație i antrenament;
- Țările dunărene;
- Pompieri voluntari[12].

## Muzeologie și istoria focului în lume
CTIF este dedicat istoriei serviciilor de pompieri. Există un catalog de criterii și certificarea asociată a muzeelor pompierilor. În prezent sunt certificate următoarele muzee:
- Centrul de Mișcare a Pompierilor din Asociația Pompierilor din Boemia, Moravia și Silezia din Přibyslav, Republica Cehă
- Muzeul Brigăzii Centrale de Pompieri din Polonia, în Mysłowice,
- Sucursala a Muzeului Centrului de Pompieri Central Polonez din Rakoniewice, Polonia
- Muzeul Pompierilor Germani din Fulda, Germania
- Muzeul de pompieri sași Zeithain din Zeithain, Germania
- Muzeul pompierilor Styrian din Groß Sankt Florian, Austria.

CTIF este, de asemenea, dedicat vehiculelor istorice de stingere a incendiilor. El dezvoltă constant standarde conform cărora vehiculele istorice trebuie păstrate. Vehiculele în sine sunt certificate de către organismele statelor individuale, ca în Austria de către ÖBFV.

## Locuri de desfășurare a concursurilor
.

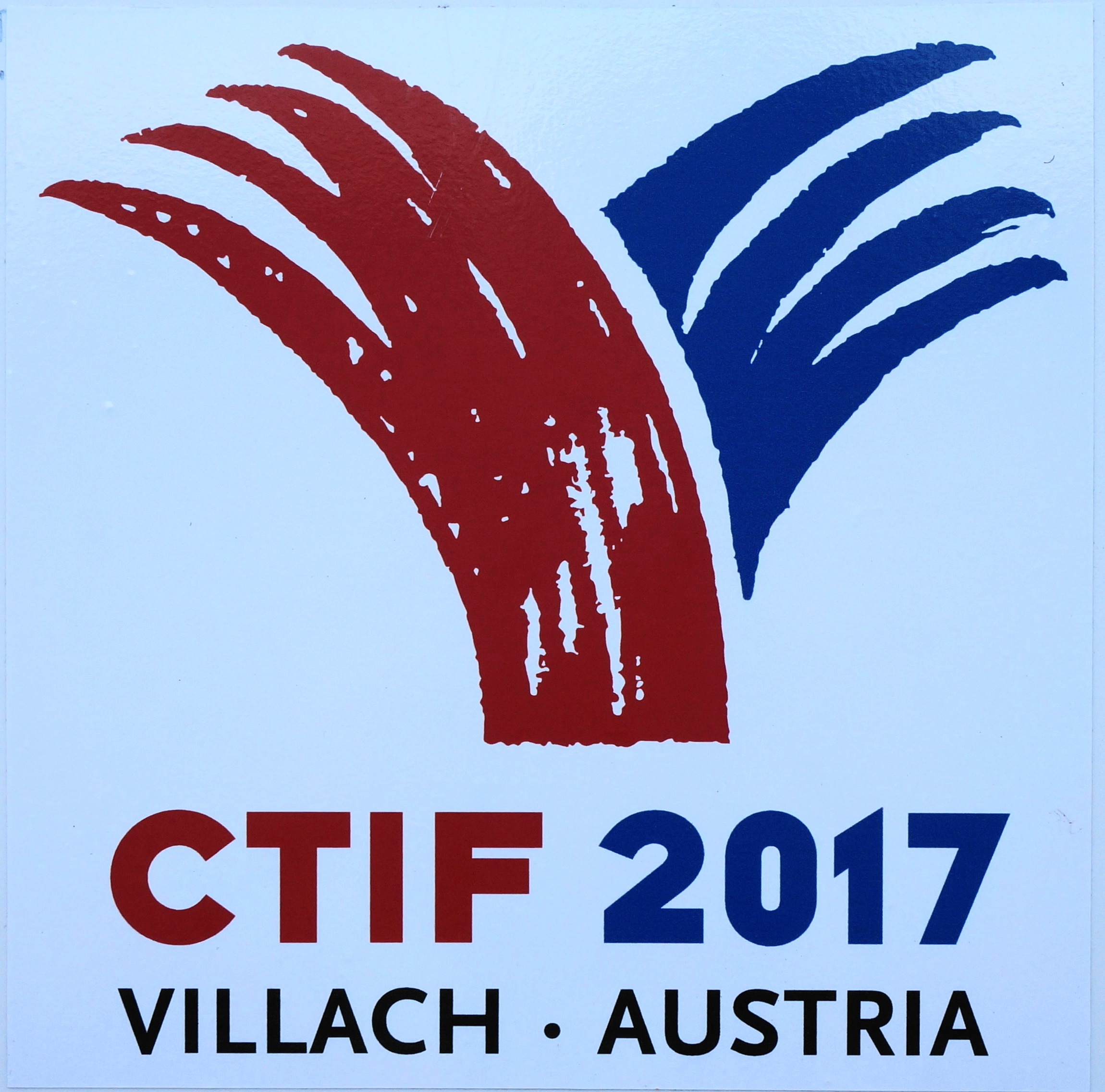
Logo CTIF competiție pompieri Villach, Austria

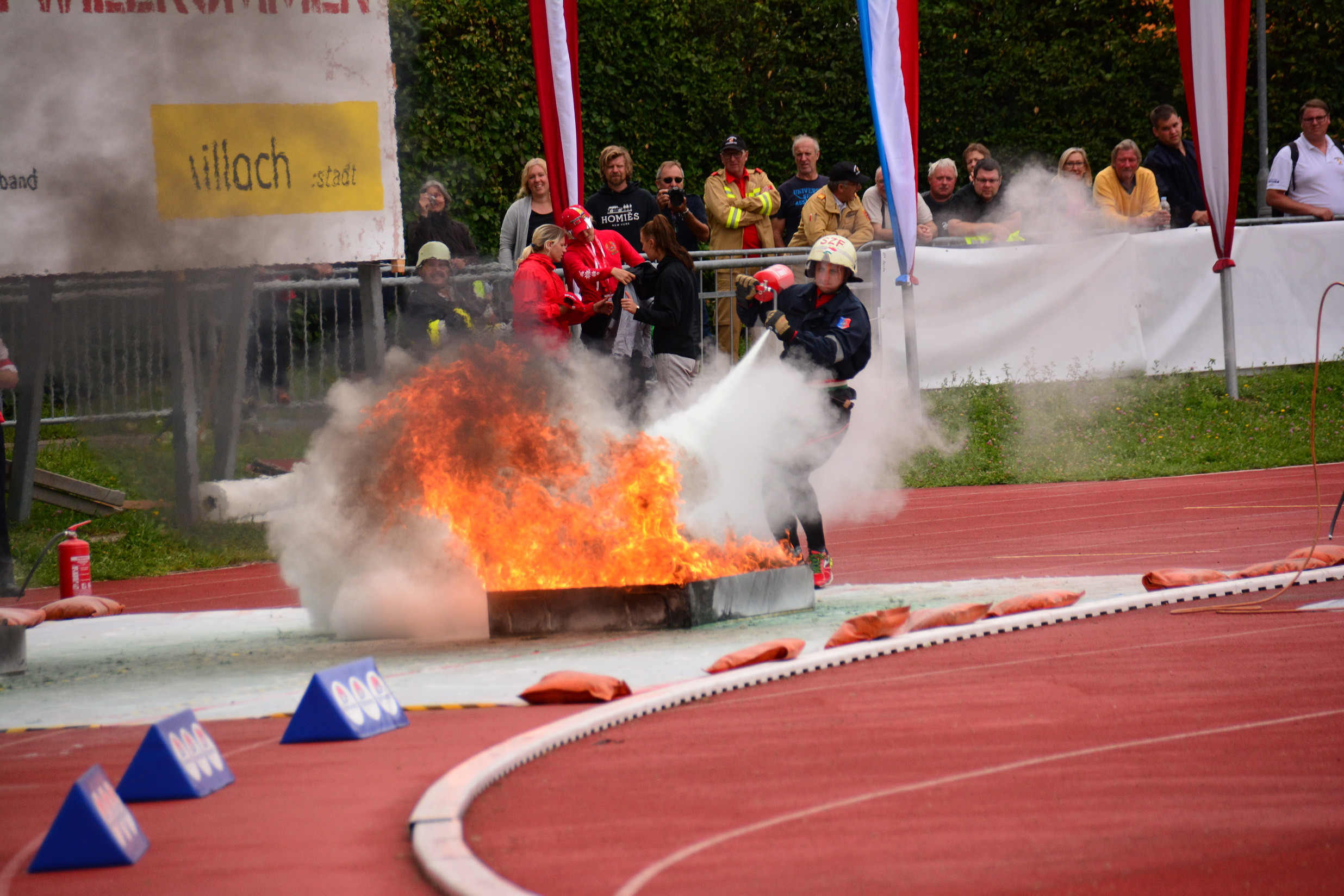
Competițiile internaționale de pompieri Villach, Austria, 2017

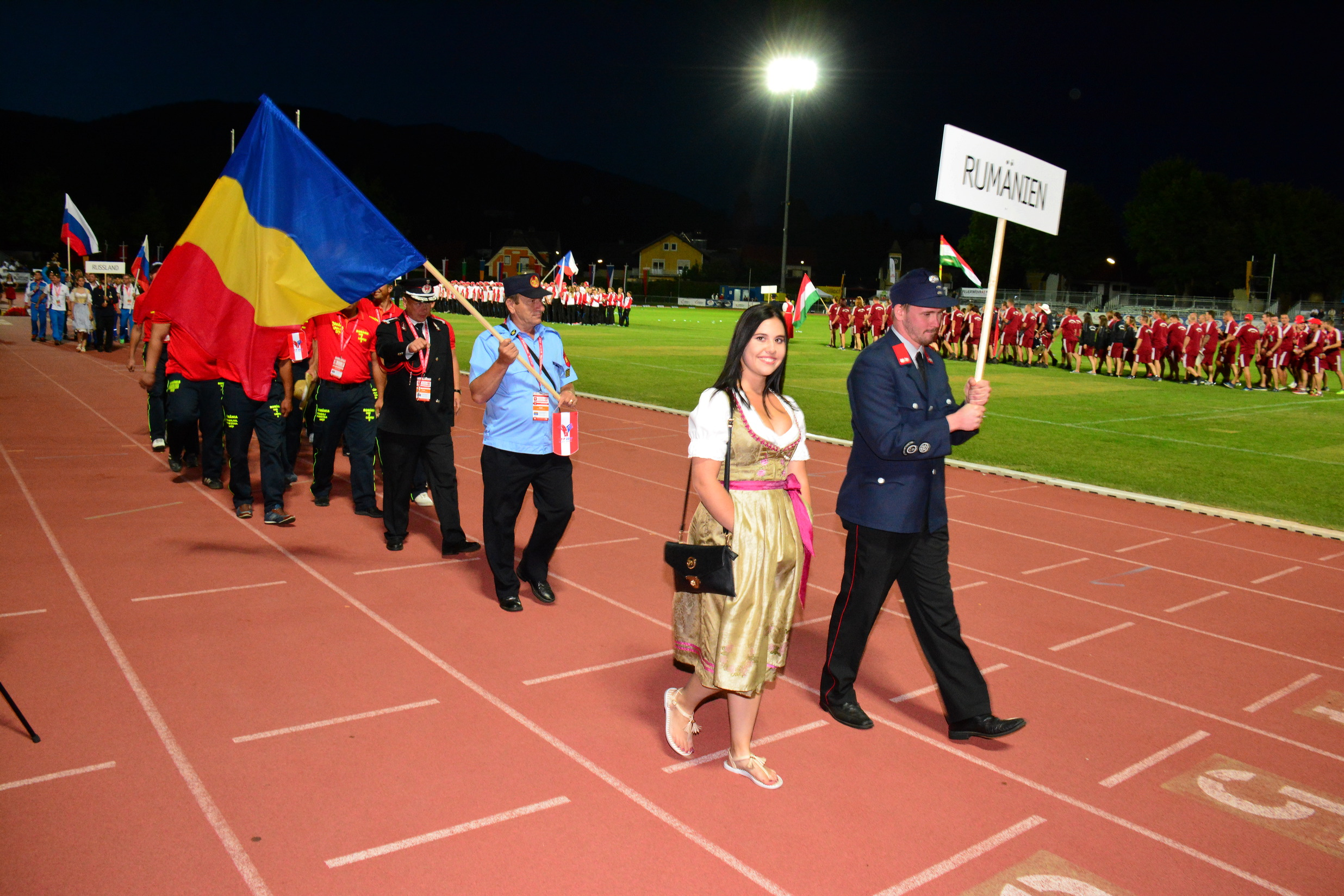
Defilarea delegației de pompieri voluntari din România la competiția internațională de pompieri CTIF, Villach, Austria

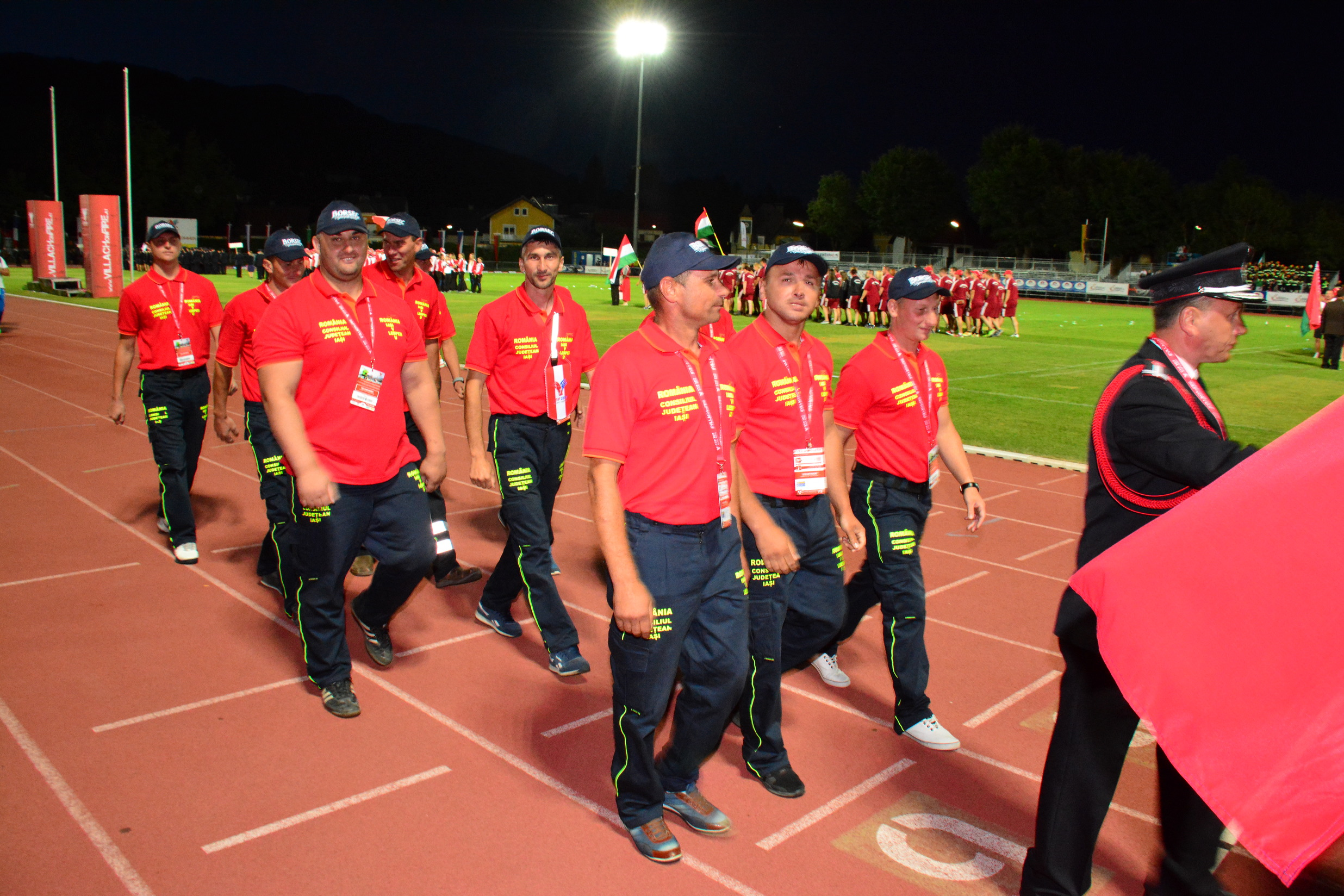
Defilarea delegației de pompieri voluntari din România la competiția internațională de pompieri CTIF, Villach, Austria

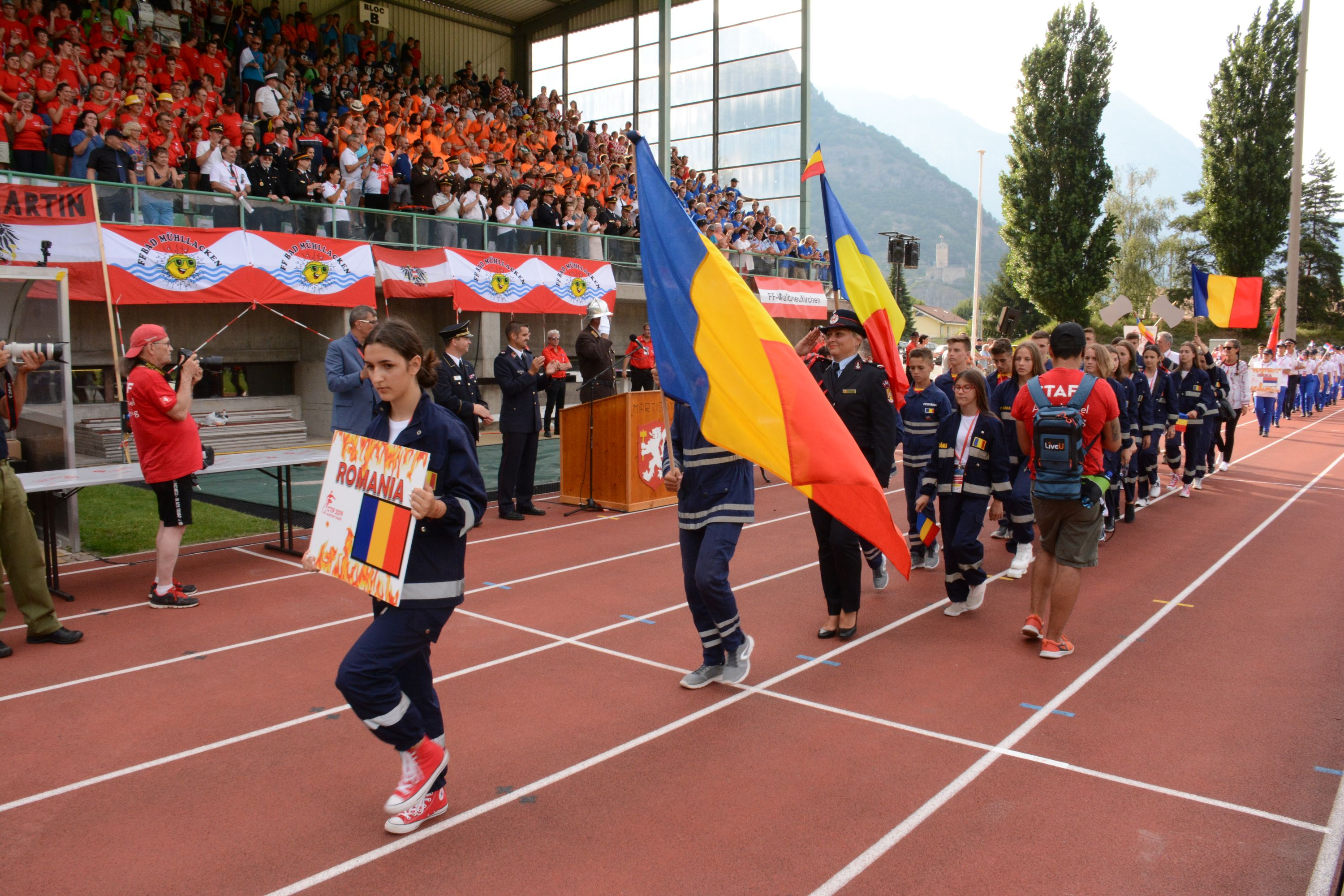
Ceremonia de decernare a premiilor, lotul României la Concursurile internaționale din Martigny, Elveția, 2019

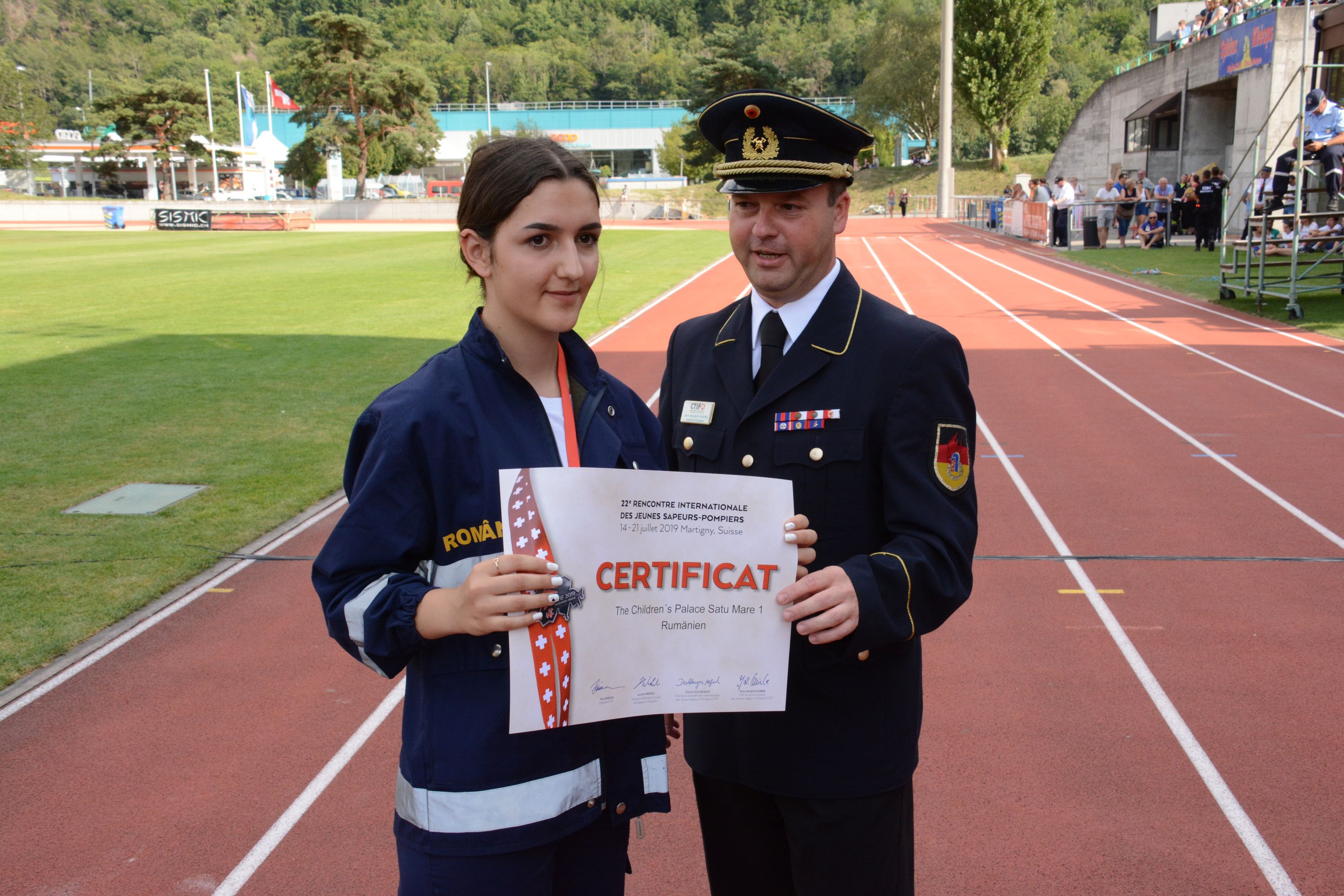
Premierea lotului României la Concursurile internaționale ”Prietenii pompierilor„ din Martigny, Elveția, 2019

Până în prezent, s-au desfășurat 21 de Competiții Internaționale ale Prietenilor pompierilor și 16 Olimpiade CTIF.
| Concursuri CTIF | Concursul MDP | Anul | Locul de desfățurare, țară         | Data          | Tipul concursului | Numărul de echipe | Numărul de țări |
| --------------- | ------------- | ---- | ---------------------------------- | ------------- | ----------------- | ----------------- | --------------- |
| I.              | –             | 1961 | Bad Godesberg, Germania            | 21–26.07.     | MZSP              | 51                | 11              |
| II.             | –             | 1963 | Mulhouse, Franța                   | 02–08.09.     | MZSP              | 69                | 11              |
| III.            | –             | 1966 | Karlovac, fosta Iugoslavie         | 03–11.09.     | MZSP              | 87                | 13              |
| IV.             | –             | 1969 | Krems an der Donau, Austria        | 01–07.07.     | MZSP              | 104               | 14              |
| V.              | –             | 1973 | Brno, fosta Cehoslovacie           | 09–16.07.     | MZSP, SP          | 116               | 18              |
| VI.             | –             | 1977 | Trento, Italia                     | 31.07.–07.08. | MZSP, SP          | 102               | 18              |
| -               | I.            | 1977 | Ettelbruck, Luxemburg              | 20-24.07.     | ZMDP              | 6                 | 9               |
| -               | II.           | 1979 | Perchtoldsdorf, Austria            | 08-12.08.     | ZMDP              | 15                | 8               |
| VII.            | III.          | 1981 | Böblingen, Germania                | 19–27.07.     | MZSP, SP, ZMDP    | 131               | 18              |
| -               | IV.           | 1983 | Veldhoven, Olanda                  | 24-31.07.     | ZMDP              | 20                | 12              |
| VIII.           | V.            | 1985 | Vöcklabruck, Austria               | 15–21.07.     | MZSP, SP, ZMDP    | 143               | 19              |
| -               | VI.           | 1987 | Havlíčkův Brod, fosta Cehoslovacie | 22-28.07.     | ZMDP              | 26                | 15              |
| IX.             | VII.          | 1989 | Warszawa, Polonia                  | 24–31.07.     | MZSP, SP, ZMDP    | 171               | 20              |
| -               | VIII.         | 1991 | Lappeenranta, Finlanda             | 15-21.07.     | ZMDP              | 28                | 14              |
| X.              | IX.           | 1993 | Berlin, Germania                   | 11–17.07.     | MZSP, SP, ZMDP    | 198               | 23              |
| -               | X.            | 1995 | Arco, Italia                       | 23-29.07.     | ZMDP              | 35                | 18              |
| XI.             | XI.           | 1997 | Herning, Danemarca                 | 06–12.07.     | MZSP, SP, ZMDP    | 211               | 25              |
| -               | XII.          | 1999 | Altkirch, Franța                   | 11-17.07.     | ZMDP              | 38                | 19              |
| XII.            | XIII.         | 2001 | Kuopio, Finlanda                   | 22–28.07.     | MZSP, SP, ZMDP    | 208               | 28              |
| -               | XIV.          | 2003 | Kapfenberg, Austria                | 20-26.07.     | ZMDP              | 43                | 24              |
| XIII.           | XV.           | 2005 | Varaždin, Croația                  | 17–24.07.     | MZSP, SP, ZMDP    | 227               | 31              |
| -               | XVI.          | 2007 | Revinge, Suedia                    | 15–21.07.     | ZMDP              | 47                | 23              |
| XIV.            | XVII.         | 2009 | Ostrava, Cehia                     | 19–26.07.     | MZSP, SP, ZMDP    | 232               | 28              |
| -               | XVIII.        | 2011 | Kočevje, Słovenia                  | 17–24.07.     | ZMDP              | 44                | 20              |
| XV.             | XIX.          | 2013 | Mulhouse, Franța                   | 14–21.07.     | MZSP, SP, ZMDP    | 223               | 25              |
| -               | XX.           | 2015 | Opole, Polonia                     | 19-26.07.     | ZMDP              | 42                | 23              |
| XVI.            | XXI.          | 2017 | Villach, Austria                   | 09-16.07.     | MZSP, SP, ZMDP    | 236               | 27              |
| -               | XXII.         | 2019 | Martigny, Elveția                  | 14-21.07.     | ZMDP              | 52                | 23              |
| XVII.           | XXIII.        | 2022 | Celje, Słovenia                    | 17-24.07.     | MZSP, SP, ZMDP    | -                 | -               |

- MZSP - Concursuri internaționale ale pompierilor profesioniști
- SP - Competiții sportive internaționale de pompieri
- ZMDP - Concursuri pe echipe „Prietenii pompierilor”

Cele 17 competiții ale pompierilor internaționale CTIF din Celje ( Slovenia ) au fost amânate din 2021 până în 2022 și urmează să aibă loc în perioada 17-24 iulie 2022.
Articol principal :  Competiții internaționale de stingere a incendiilor

## Galerie

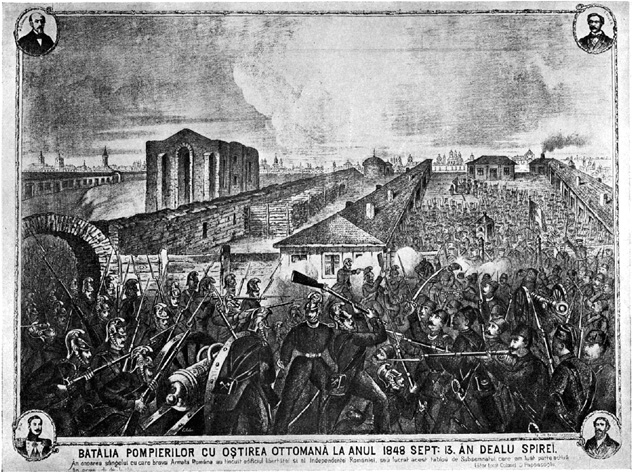
Gravură de epocă reprezentând Bătălia Pompierilor din Dealul Spirei;
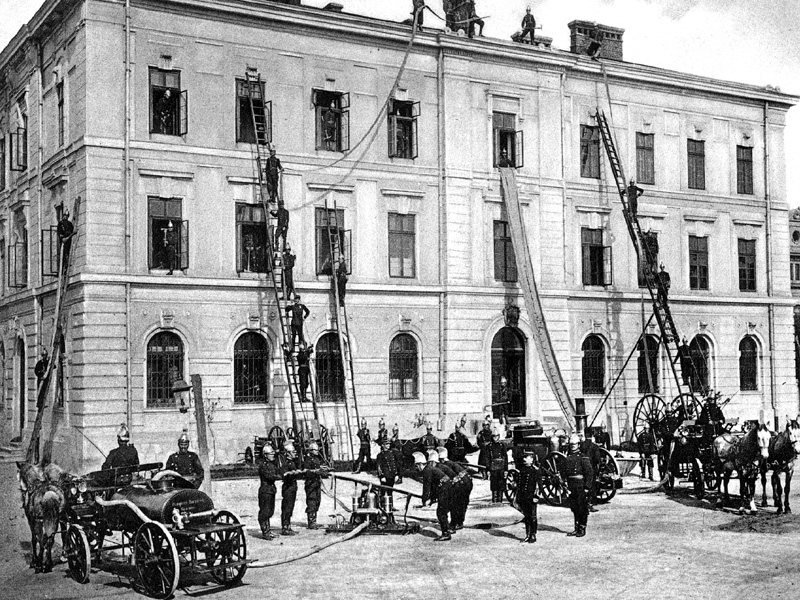
Compania de pompieri București 1901-1904.
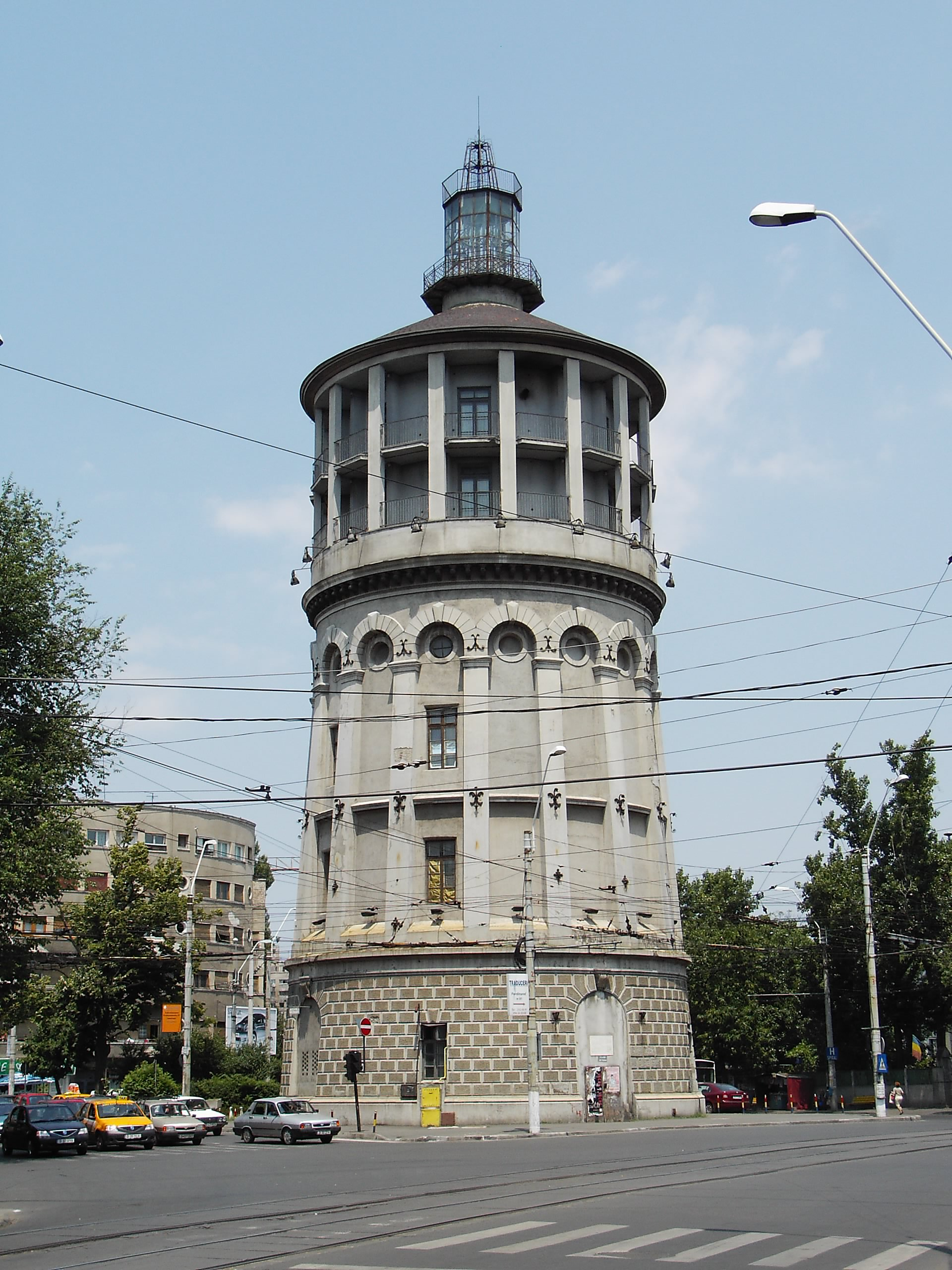
Muzeul Foișorul de Foc din București (strada Traian, cartierul Oborul-Vechi.
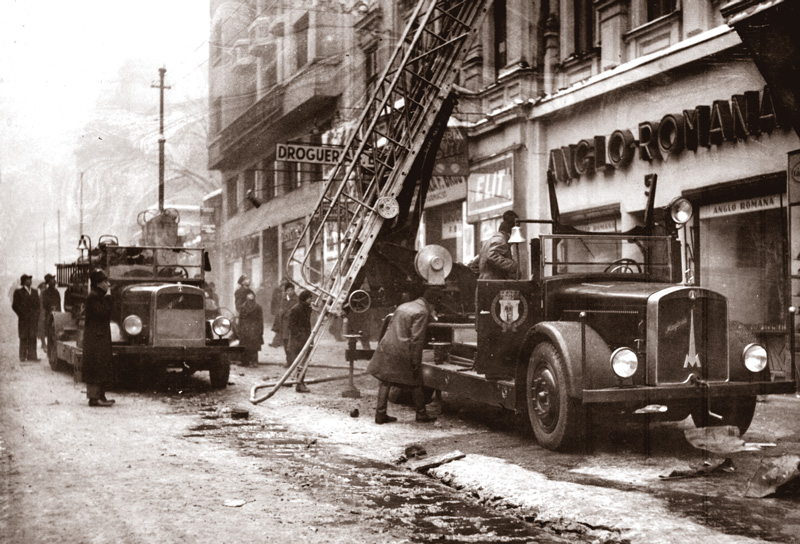
Iosif Berman - Un incendiu pe strada Eforie, în Bucureşti în anul 1930.